# Pau Puig
Pau Puig (Cataluña, 1722-23 - Barcelona, 1798) fue un escritor español en catalán y en castellano, y un clérigo regular menor del convento de San Sebastián, de Barcelona. Fue profesor y regente de estudios en las escuelas de Gramática, de Retórica y de Teología de su convento, pero sobre todo destacó como predicador, ya que utilizaba numerosos juegos de palabras y expresiones ingeniosas en los sermones que los hacían muy amenos.
También su obra poética era conocida y apreciada por sus contemporáneos, y la encontramos copiada en manuscritos muy diversos. Puig formaba parte de una tertulia literaria, pues se conservan muchos escritos dirigidos a sus miembros, en prosa castellana con algunos poemas intercalados.
Toda la obra de Pau Puig posee un tono humorístico, ingenioso y juguetón. Desde la composición más seria a la más picante, Puig utiliza la agudeza o el juego de palabras para sorprender y hacer sonreír al lector. Dicha profusión de bromas y dobles sentidos dificulta a veces la comprensión de algunos pasajes de su obra para el lector actual, però también la hace más atractiva.

## Obra

### Poesía
Se atribuyen a Pau Puig 172 poemas en catalán (que suman unos 5000 versos) i 725 poemas en castellano (unos 7500 versos). La mayoría de composiciones poéticas son breves, formadas por una sola estrofa, muy a menudo una décima, pero también las hay formadas por diversas estrofas. Habitualmente, una frase de encabezamiento nos informa de las circunstancias que han motivado el poema (una celebración religiosa, un suceso, una anécdota, etc.).
Algunas de sus poesías más celebradas son:
- Dècimes a las exèquies que féu la vila de Figueres. Primer verso: Ta gran devoció se diga

- Epitafi a un escolà, gran lladre, que robava molta cera en cert convent. Primer verso: Aquí jau un escolà

- Lo fracàs que succehí a certas damas y cavallers que assistiren al catafal. Primer verso: Per acabar ab primor

### Teatro
- Lo clarí de Aquitània i martell de l'heretgia, sant Hilari, comedia de santos

- Entremès de les beates

- Entremès del cavaller

- Procesión en Grajanejos, entremés

### Prosa
- El Sarrabal de la ciudad de Barcelona para el año 1792 (calendario o pronóstico humorístico publicado póstumamente en 1820 y en 1835, sin el nombre del autor)

- Glorias del Hijo por nacer en el monte de la Madre... (sermón publicado en el año 1747)

- Las partes de la oración nuevamente copiadas ... (sermón publicado en 1749)

- Las manos de las obras y las obras de las manos ... (sermón publicado en 1753)

- Oración panegyrica (...) prodigiosa imagen del Santo Crucifixo (sermón publicado en 1753)

- Fragmentos del psalmo 113 de David ... (sermón publicado en 1762)

- Gracias a Dios trino y uno ... (sermón publicado en 1764)

- Sermón histórico panegírico-moral (...) del Divino Redentor ... (sermón publicado en 1767)

- Sermón en acción de gracias (...) Nuestra Señora de Misericordia... (sermón publicado en 1772)

- Oración fúnebre que a la piadosa memoria de (...) Carlos Tercero ... (sermón publicado en 1789)

También se conservan una cantidad considerable de escritos en prosa que Pau Puig enviaba a los miembros de una tertulia de la que formaba parte, y donde comenta en tono festivo o satírico sucesos y anécdotas del momento, que ilustra de vez en cuando con poemas en catalán o en castellano.